# 上泰
上泰（1425年—？），字志同，湖廣武昌府江夏縣人，軍籍，明朝政治人物。

## 生平
湖廣鄉試第十名。景泰五年（1454年）甲戌科會試第十三名，殿試登進士第三甲第三十五名。曾祖上同文。祖父上伯輿，曾任塩課提舉。父上驥。